# トーシン (北海道)
株式会社トーシンは、北海道帯広市に本社を置く企業。カプセルトイ専門店「#C-pla」（シープラ）などを展開している。

## 概要
元々は商業施設などの空きスペースをアミューズメントスペースに有効活用する空間づくりを担ってきたが、カプセルトイの市場拡大を受け、2018年にカプセルトイ専門店「#C-pla」（シープラ）の1号店を北海道札幌市の4丁目プラザにオープンした。
2019年9月に本州（東北）へ進出。2020年2月に関東、2021年に関西・中部、2022年に九州、2023年に中国、2024年に四国へ進出し、日本全国で展開している。
地域密着に重きを置いており、地域の特産品や地名などに沿ったテーマを設定し、その地域オリジナルの各店違うテーマを持った惑星として店舗デザインを行っている。
2024年9月にはこれまで外注していた店舗装飾を、業務用印刷機とカッティングマシンを導入し、内製化した。これにより、シートやステッカーの調達コストが10分の1になり、出店スピードも加速できるとした。

## 沿革
出典:
- 1974年（昭和49年） - 個人事業主として創業、アメリカ製ポップコーン自販機を販売
- 1975年（昭和50年）5月23日 - 有限会社東信商事を設立
- 1978年（昭和53年） - バンダイ初のカプセルトイ自販機BVM100型を帯広市内に設置し、カプセルトイ事業を開始。
- 1987年（昭和62年）5月 - 札幌営業所開設
- 1988年（昭和63年） - カードダス取扱開始
- 1991年（平成3年） - 対戦型格闘ゲーム『ストリートファイターII』のヒットにより全道に設置開始
  - 10月 - 株式会社トーシンに組織及び社名変更、札幌営業所を札幌支店に昇格
- 1992年（平成4年） - クレーンゲーム機ブームにより全道に設置開始
- 1993年（平成5年） - 音更町に「ゲームワールドMEGA」を出店し、直営ゲームセンター事業を展開開始
  - 12月札幌支店を現在地に移転
- 1995年（平成7年） - プリント倶楽部取扱開始
- 2013年（平成25年） - ソーラー発電による発電事業開始
- 2018年（平成30年）12月 - カプセルトイ専門店事業に参入。第一号実験店舗「#C-pla 4丁目プラザ店」出店
- 2019年（平成31年/令和元年）
  - 1月 - 有人型カプセルトイ専門店実験店舗「#C-pla POPUPショップイオンモール旭川駅前店」出店
  - 3月 - 初の店舗型カプセルトイ専門店、「#C-plaイオンモール札幌発寒店」を出店
  - 9月 -  「#C-plaイオンモール秋田店」を出店し、本州に進出
  - 10月 - 仙台市泉区にカプセルトイ専門店 「GACHAVA」出店
  - 11月 - 路面型店舗「#C-pla狸小路5丁目店」出店
- 2020年（令和2年）
  - 2月 - 「#C-pla SUNAMO店」を出店し、関東に進出
  - 4月 - 緊急事態宣言発令により直営店舗全店営業停止
  - 5月 - クラウドファンディング開始
  - 7月 - イオンディライト協業業態店舗「#C-plaイオン千歳店」出店
  - 11月 - 花和田倉庫稼働開始
  - 12月 - SUNAMOに「GASHAPON OFFICIAL SHOP Produced By #C-pla」出店
- 2021年（令和3年）
  - 2月 - 「#C-plaあまがさきキューズモール店」を出店し、関西に進出
  - 6月 - 「#C-plaモレラ岐阜店」を出店し、中部地方に進出
  - 10月 - 新業態の「#C-pla mini」として「マックスバリュイーストモール店」、「ザ・ビッグ岩見沢店」出店
- 2022年（令和4年）
  - 7月 - 新業態の「#C-pla+」として「原宿竹下通り店」、「イオンモール大高店」出店
  - 10月 - 三郷倉庫稼働開始
  - 11月 - 「#C-plaゆめタウン光の森店」を出店し、九州に進出
- 2023年（令和5年）
  - 3月 - 渋谷区神南に東京オフィス開設
  - 5月 - 「#C-pla広島PARCO店」を出店し、中国地方に進出
  - 7月 - #C-pla100店舗目となる「#C-pla＋ MARK IS みなとみらい店」出店
  - 8月 - 新業態の「#C-pla2nd」を港南台バーズに出店
  - 12月 - クリエイター集団「UJITA」とのコラボ開始
- 2024年（令和6年）
  - 3月 - 札幌中央オフィス開設
  - 4月 - 新業態のプリクラ専門店「PICTALE」を帯広駅に出店
  - 6月 - 新業態の「#C-pla premium」として「 酒々井プレミアム・アウトレット店」出店
  - 10月 - 「#C-plaゆめタウン徳島店」を出店し、四国に進出
- 2025年（令和7年）
  - 2月 - 新業態の推し活ショップ「Oshi-pla」を「#C-pla原宿竹下通り2号店」店内に出店
  - 2月 - #C-pla200店舗目となる「#C-pla+ 新宿アドホック店」出店
  - 6月 - コーポレートロゴを刷新

## 事業所
北海道
- 本社 - 帯広市西6条南40丁目3-3
- 札幌支店 - 札幌市東区東苗穂13条3丁目1-10
- 札幌中央オフィス - 札幌市中央区南2条西4丁目10-2 清水ビル3階

道外
- 渋谷事務所 - 東京都渋谷区神南1丁目18-2 フレーム神南坂
- 神戸事務所 - 兵庫県神戸市中央区御幸通4丁目1-10

## 店舗
詳細情報は公式サイト「店舗紹介」を参照。
日本全国に236店舗を展開している（2025年8月現在）。

### 業態
#C-pla
カプセルトイ専門店。各店舗を惑星に見立て、地域の特色に合わせたデザインや店舗展開を行っている。
#C-pla  mini
#C-plaのコンパクトパッケージの新業態。
#C-pla+
#C-plaにデジタルコンテンツを融合させた新業態。
#C-pla 2nd
同じ商業施設内での2つ目の店舗。港南台バーズやザ・モール仙台長町で営業している。
#C-pla premium
じっくりとカプセルトイの世界を楽しめるプレミアムな空間をコンセプトにした新業態。
GACHAVA
仙台SELVAに期間限定オープン。
GASHAPON OFFICIAL SHOP produced by #C-pla
ガシャポン公式ショップを#C-plaがプロデュースした店舗。南砂町ショッピングセンターSUNAMOで営業している。
PICTALE
絵本の中に入り込んだような体験ができるプリクラ専門店。JR帯広駅構内に出店。
Oshi-pla
「推し活」にスポットを当てた物販事業。#C-pla原宿竹下通り2号店、同横浜西口店の店内に出店している。

## 提供番組
下記の2番組を提供しており、#C-plaの各店舗でも放送内容の一部や、出演者によるトークが流されている。
- ラジ魂!! （HBCラジオ） - 番組内のコーナー「#C-pla Presents ガチャリズム」を提供。出演は中野智樹と大森俊治[7]。
- #C-pla presents =LOVE齋藤樹愛羅・≠ME櫻井もものしーぷらじお（文化放送）[8]

#### 広報資料・プレスリリースなど一次資料
1. 1 2  “企業情報 | 株式会社トーシン”. toshin.jpn.com. 2024年11月3日閲覧。
2. ↑  “カプセルトイ専門店＃C-pla（シープラ）公式 | 株式会社トーシン”. toshin.jpn.com. 2024年11月3日閲覧。
3. ↑  “店舗紹介 | 株式会社トーシン”. toshin.jpn.com. 2025年8月20日閲覧。
4. ↑  “「＃C-pla mini マックスバリュ栗山店」がオープンしました！ | 株式会社トーシン”. toshin.jpn.com. 2024年11月3日閲覧。
5. ↑  “「＃C-pla 2nd」がOPENしました！ | 株式会社トーシン”. toshin.jpn.com. 2024年11月3日閲覧。
6. ↑  “#C-pla 2nd(港南台バーズ) | 株式会社トーシン”. toshin.jpn.com. 2024年11月3日閲覧。
7. ↑  “#C-pla 2nd(ザ・モール仙台長町) | 株式会社トーシン”. toshin.jpn.com. 2024年11月3日閲覧。
8. ↑  “「#C-pla」が6月7日(金)に新業態「#C-pla premium」を 酒々井プレミアム・アウトレットでスタート！ | 株式会社トーシン”. toshin.jpn.com. 2025年4月18日閲覧。
9. ↑  “推し活に寄り添う「Oshi-pla」が2月1日(土)に竹下通りでグランドオープン！ | 株式会社トーシン”. toshin.jpn.com. 2025年4月17日閲覧。
10. ↑  “「＃C-pla 横浜西口店」がOPENしました！ | 株式会社トーシン”. toshin.jpn.com. 2025年5月24日閲覧。